# Adis Abeba
Adis Abeba (em amárico: አዲስ አበባ AFI: [adːiːs aβəβa], "nova flor"; em oromo: Finfinnee) é a capital e a maior cidade da Etiópia, sede da União Africana. Com uma população estimada de 4.000.000 de habitantes em 2017, é a décima primeira maior cidade da África. Sendo uma cidade multicultural, contem até 80 nacionalidades e línguas diferentes, como também comunidades cristãs, muçulmanas e judias. Situa-se no centro da Etiópia a uma altitude de aproximada de 2 440 metros. Adis Abeba é o centro comercial, cultural, manufatureiro e financeiro do país, e um dos maiores do continente.
A cidade foi fundada em 1886 pelo imperador Menelik, após sua localização ter sido determinada por sua esposa Taitu Bitul, que também a nomeou, numa provável alusão às flores da região, daí seu significado, "nova flor". É a capital da Etiópia desde 1889. Adis Abeba é, desde 1994, uma das duas cidades da Etiópia com estatuto especial (astedader akabibi), a outra é a cidade de Dire Dawa.
É rodeada de montanhas cobertas de matas de eucaliptos. Nas proximidades nasce um dos afluentes do Nilo Azul. A sua situação de interioridade obrigou a procurar saída para o mar: Assim nasceu a via férrea para Djibouti, com 728 km, e a ligação viária ao porto de Maçuá (Eritreia) com quase 1 200 km. A subida ao trono do imperador Hailé Selassié em 1930 e posteriores obras realizadas pelos Italianos depois de conquistarem aquele território, entre 1936 - 1941, trouxeram-lhe relativa prosperidade.

## História
O Monte Entoto é um dos poucos sítios apresentados como um possível local para a capital imperial medieval conhecida como Barara. Esta cidade fortificada permanente foi estabelecida durante o início e meados do século XV e serviu como a principal residência de vários imperadores sucessivos até o início do século XVI no reinado de Lebna Dingel. A cidade foi representada entre os Montes Zikwala e Menegasha em um mapa desenhado pelo cartógrafo italiano Fra Mauro por volta de 1450, e foi arrasada e saqueada por Ahmed Gragn enquanto o exército imperial estava preso ao sul do rio Awash em 1529, evento testemunhado e documentado dois anos depois pelo escritor iemenita Arab-Faqih. A sugestão de que Barara estava localizada no Monte Entoto é apoiada pela descoberta muito recente de uma grande cidade medieval com vista para Adis Abeba, localizada entre Washa Mikael e a igreja mais moderna de Entoto Mariam, fundada no final do século 19 pelo Imperador Menelik II. Apelidado de Pentágono, o local de 30 hectares incorpora um castelo com 12 torres, junto com 520 metros de paredes de pedra medindo até 5 metros de altura.
A localização de Adis Ababa foi escolhida pela Imperatriz Taitu Bitul e a cidade foi fundada em 1886 pelo imperador Menelik II. Menelik, como inicialmente um rei da província de Xoa, havia encontrado o Monte Entoto como uma base útil para operações militares no sul de seu reino e, em 1879, visitou as reputadas ruínas de uma cidade medieval e uma igreja de pedra inacabada que provava que na área foi localizada a capital de um império medieval antes das campanhas de Amade ibne Ibraim. Seu interesse pela área cresceu quando sua esposa Taytu começou a trabalhar em uma igreja no Monte Entoto, e Menelik doou uma segunda igreja na área.

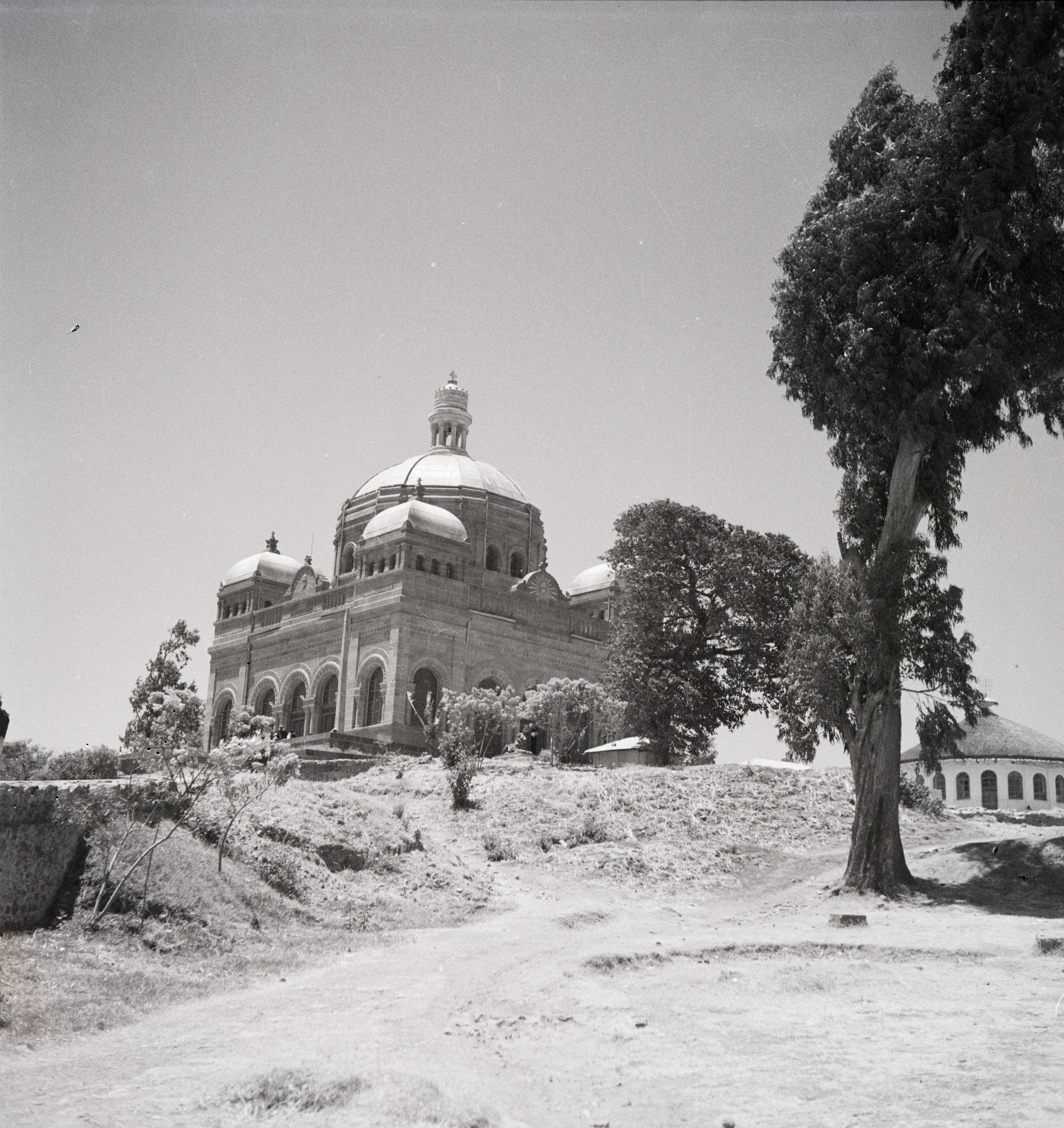
O mausoléu de Te'eka Negist no palácio de Menelique em Adis Ababa, 1934

No entanto, a área imediata não encorajou a fundação de uma cidade por falta de lenha e água, o assentamento realmente começou no vale ao sul da montanha em 1886. Inicialmente, Taytu construiu uma casa perto das nascentes de água mineral "Filwoha", onde ela e os membros do corte real de Xoa gostavam de tomar banhos minerais. Outra nobreza e sua equipe e famílias se estabeleceram nas proximidades, e Menelik expandiu a casa de sua esposa para se tornar o Palácio Imperial, que continua sendo a sede do governo em Adis Abeba hoje. O nome mudou para Adis Ababa e tornou-se a capital da Etiópia quando Menelik II se tornou imperador da Etiópia. A cidade cresceu de forma desordenada. Uma das contribuições do Imperador Menelik que ainda são visíveis hoje é o plantio de numerosos eucaliptos ao longo das ruas da cidade.

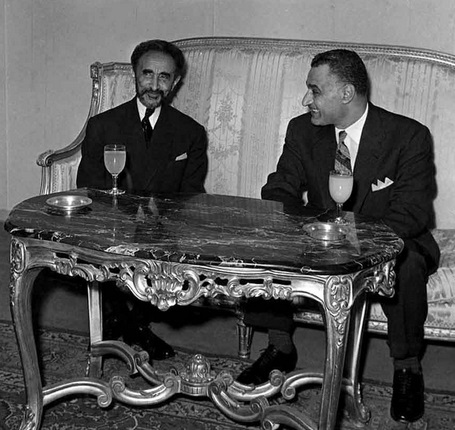
O Imperador Haile Selassie da Etiópia e o Presidente Gamal Abdel Nasser do Egito em Adis Ababa para a Cúpula da Organização da Unidade Africana, 1963

Após todos os grandes combates de sua invasão, tropas italianas da colônia da Eritreia entraram em Adis Ababa em 5 de maio de 1936. Juntamente com Dire Dawa, a cidade foi poupada do bombardeio aéreo (incluindo o uso de armas químicas, como gás mostarda) praticado em outros lugares e sua ferrovia para o Djibuti permaneceu intacta. Após a ocupação, a cidade serviu como capital do Duque de Aosta para o território unificado da África Oriental Italiana até 1941, quando foi abandonada em favor de Amba Alagi e outros redutos durante a Campanha da África Oriental na Segunda Guerra Mundial. A cidade foi libertada pelo major Orde Wingate e negus Haile Selassie pela etíope Força Gideão e pela resistência etíope a tempo de permitir o retorno do imperador Haile Selassie em 5 de maio de 1941, cinco anos depois de sua partida. Após a reconstrução, Haile Selassie ajudou a formar a Organização da Unidade Africana em 1963 e convidou a nova organização a manter sua sede em Adis Abeba. A OUA foi dissolvida em 2002 e substituída pela União Africana (UA), que também está sediada na cidade. A Comissão Econômica das Nações Unidas para a África também tem sua sede em Adis Abeba. Adis Abeba também foi o local do Concílio das Igrejas Ortodoxas Orientais em 1965.
A Etiópia tem sido frequentemente chamada de lar original da humanidade por causa de várias descobertas de fósseis humanoides como a australopitecíneo Lucy. O nordeste da África, e a região de Afar, em particular, foi o foco central dessas alegações, até que evidências recentes de DNA sugeriram origens nas regiões centro-sul da Etiópia, como a atual Adis Abeba. Depois de analisar o DNA de quase mil pessoas em todo o mundo, geneticistas e outros cientistas afirmaram que pessoas se espalharam do que é hoje Adis Abeba há 100 mil anos. A pesquisa indicou que a diversidade genética diminui constantemente quanto mais longe os ancestrais viajavam de Adis Abeba, na Etiópia.

## Geografia

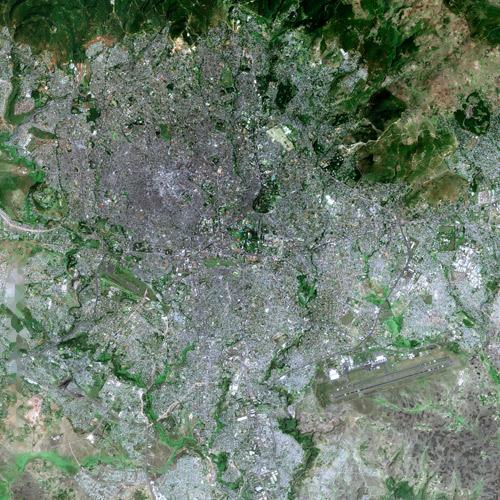
Adis Abeba vista do satélite SPOT

Adis Abeba encontra-se a uma altitude de 2 200 metros (7 200 pés) e apresenta um bioma de pastagem, localiza-se a 9°1′48″N e 38°44′24″E. A cidade fica no sopé do Monte Entoto e faz parte da bacia hidrográfica do rio Awash. De seu ponto mais baixo, em torno do Aeroporto Internacional Bole, a 2 326 metros (7 631 pés) acima do nível do mar na periferia sul, Adis Abeba sobe para mais de 3 000 metros (9 800 pés) nas Montanhas Entoto, ao norte.

### Clima
Adis Abeba tem um clima subtropical de altitude (Köppen-Geiger: Cwb). A cidade tem uma mistura complexa de zonas climáticas altas, com diferenças de temperatura de até 10 °C (18 °F), dependendo da altitude e dos padrões de vento predominantes. A elevada altitude modera as temperaturas o ano todo, e a posição da cidade perto do equador significa que as temperaturas são muito constantes de mês para mês. Como tal, o clima seria marítimo se sua elevação não fosse levada em conta, já que nenhum mês está acima de 22 °C (72 °F) em temperaturas médias.
| Dados climatológicos para Adis Abeba                                                         | Dados climatológicos para Adis Abeba | Dados climatológicos para Adis Abeba | Dados climatológicos para Adis Abeba | Dados climatológicos para Adis Abeba | Dados climatológicos para Adis Abeba | Dados climatológicos para Adis Abeba | Dados climatológicos para Adis Abeba | Dados climatológicos para Adis Abeba | Dados climatológicos para Adis Abeba | Dados climatológicos para Adis Abeba | Dados climatológicos para Adis Abeba | Dados climatológicos para Adis Abeba | Dados climatológicos para Adis Abeba |
| Mês                                                                                          | Jan                                  | Fev                                  | Mar                                  | Abr                                  | Mai                                  | Jun                                  | Jul                                  | Ago                                  | Set                                  | Out                                  | Nov                                  | Dez                                  | Ano                                  |
| -------------------------------------------------------------------------------------------- | ------------------------------------ | ------------------------------------ | ------------------------------------ | ------------------------------------ | ------------------------------------ | ------------------------------------ | ------------------------------------ | ------------------------------------ | ------------------------------------ | ------------------------------------ | ------------------------------------ | ------------------------------------ | ------------------------------------ |
| Temperatura máxima recorde (°C)                                                              | 30                                   | 28                                   | 30                                   | 29                                   | 30                                   | 29                                   | 29                                   | 32                                   | 28                                   | 27                                   | 30                                   | 28                                   | 32                                   |
| Temperatura máxima média (°C)                                                                | 23,5                                 | 24,5                                 | 25,4                                 | 24,8                                 | 25,2                                 | 23,4                                 | 20,7                                 | 20,7                                 | 21,7                                 | 22,7                                 | 23,0                                 | 22,9                                 | 23,2                                 |
| Temperatura média (°C)                                                                       | 15,4                                 | 16,6                                 | 17,9                                 | 17,9                                 | 18,0                                 | 17,0                                 | 15,9                                 | 15,8                                 | 16,2                                 | 15,7                                 | 14,8                                 | 14,9                                 | 16,3                                 |
| Temperatura mínima média (°C)                                                                | 7,4                                  | 8,7                                  | 10,5                                 | 11,1                                 | 10,8                                 | 10,6                                 | 11,1                                 | 11,0                                 | 10,7                                 | 8,7                                  | 6,7                                  | 7,0                                  | 9,5                                  |
| Temperatura mínima recorde (°C)                                                              | 1                                    | 1                                    | 3                                    | 6                                    | 6                                    | 1                                    | 0                                    | 6                                    | 4                                    | 2                                    | 0                                    | 0                                    | 0                                    |
| Chuva (mm)                                                                                   | 13                                   | 30                                   | 58                                   | 82                                   | 84                                   | 138                                  | 280                                  | 290                                  | 149                                  | 27                                   | 7                                    | 7                                    | 1 165                                |
| Dias com chuva                                                                               | 3                                    | 5                                    | 7                                    | 10                                   | 10                                   | 20                                   | 27                                   | 26                                   | 18                                   | 4                                    | 1                                    | 1                                    | 132                                  |
| Humidade relativa (%)                                                                        | 47                                   | 51,5                                 | 47,5                                 | 54,5                                 | 53                                   | 67,5                                 | 79,5                                 | 79                                   | 71,5                                 | 47,5                                 | 48                                   | 45,5                                 | 57,7                                 |
| Fonte: Organização Meteorológica Mundial (UN)(precipitation), National Meteorological Agency |                                      |                                      |                                      |                                      |                                      |                                      |                                      |                                      |                                      |                                      |                                      |                                      |                                      |

## Arquitetura
Adis Abeba tem um estilo arquitetônico distinto, ao contrario de muitas cidades africanas, Adis Abeba não foi construída como um assentamento colonial. Isso significa que a cidade não tem um estilo de arquitetura europeia, porém devido a invasão italiana em 1936, a cidade começou a ter influencia na arquitetura italiana. Muitos edifícios na cidade são de estilo italiano, influenciados pela arquitetura europeia, o distrito de Pizza (centro da cidade) é a parte mais evidente da arquitetura italiana.
No distrito de Merkato (onde se localiza o maior mercado aberto da África) fica impressionantes mesquitas e igrejas construídas na ocupação italiana, como a Mesquita Grand Anwar (maior mesquita da Etiópia) ou a Igreja Raguel que fica a poucos metros da Grand Anwar. A proximidade de mesquitas e igrejas simboliza as relações pacificas entre o Cristianismo e o Islamismo na Etiópia.
As obras arquitetônicas mais notáveis da cidade inclui a Sede da UA (União Africana), Torre Huda, Nani Tower, Bank Misr Building entre outras.
Um distrito financeiro está atualmente em construção em Adis Abeba, que incluirá muitos arranha-céus modernos.

## Galeria

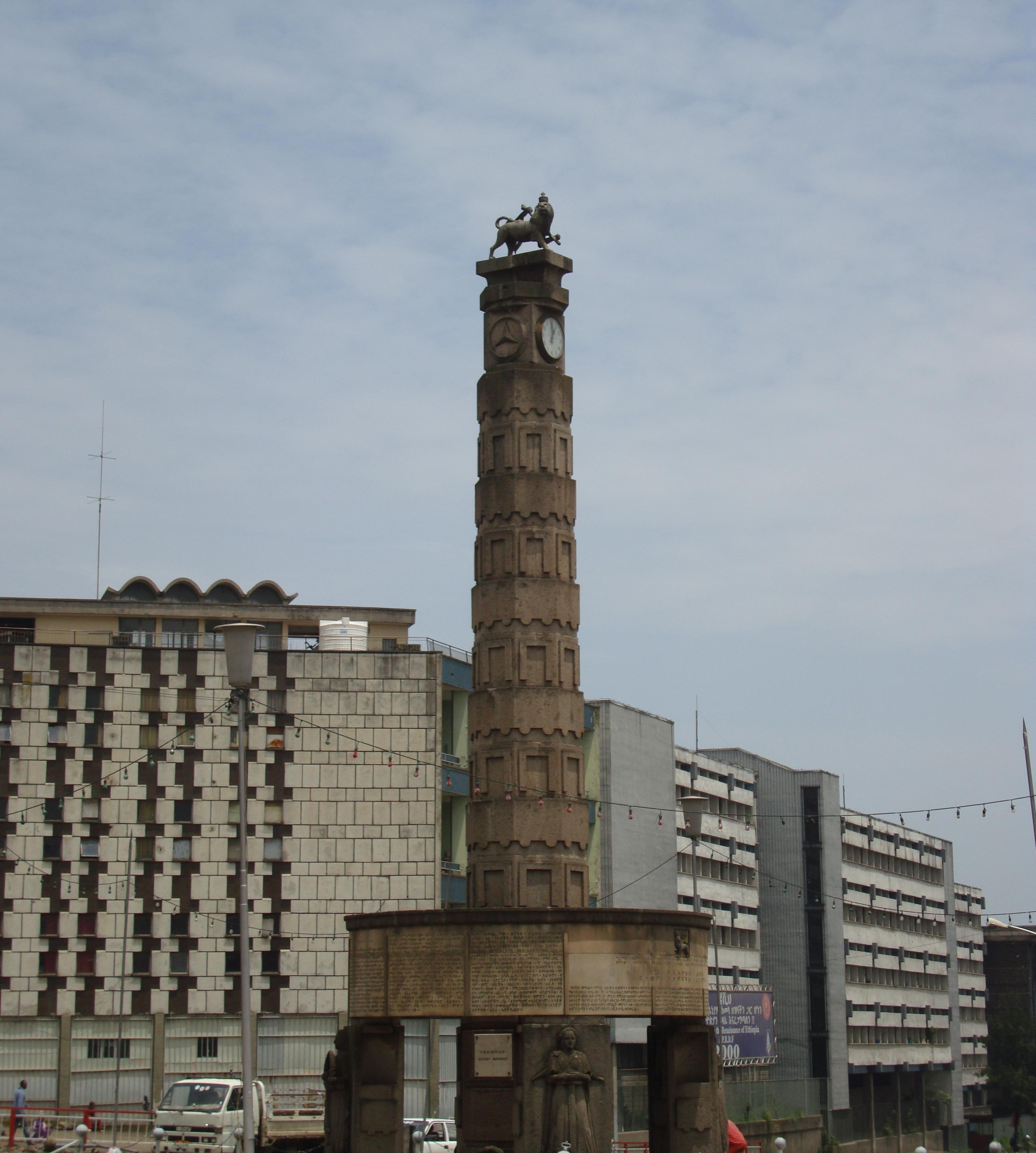
Monumento Arat Kilo
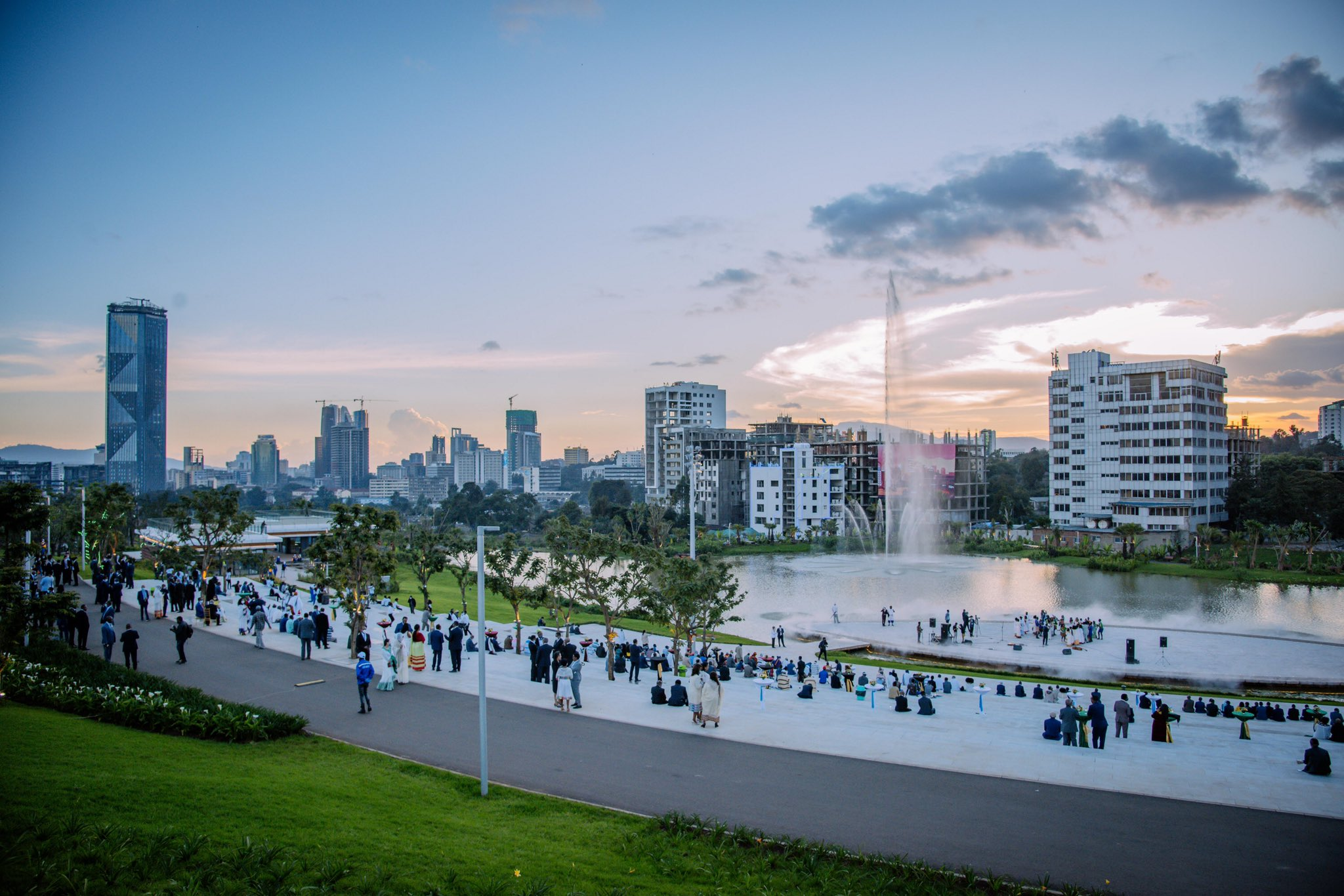
Parque Sheger
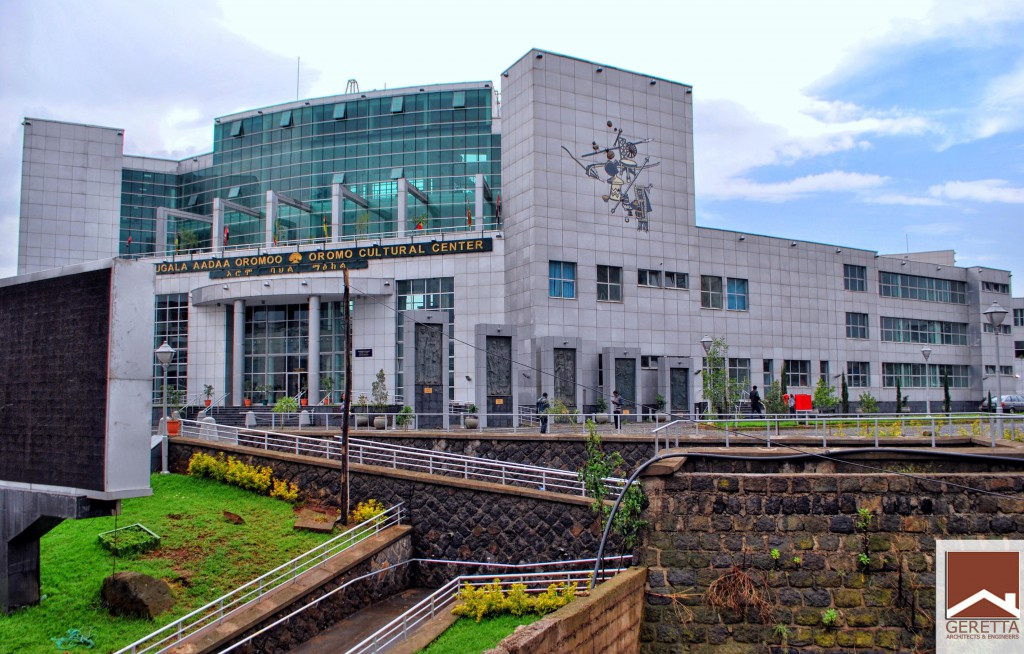
Oromia Cultural Center
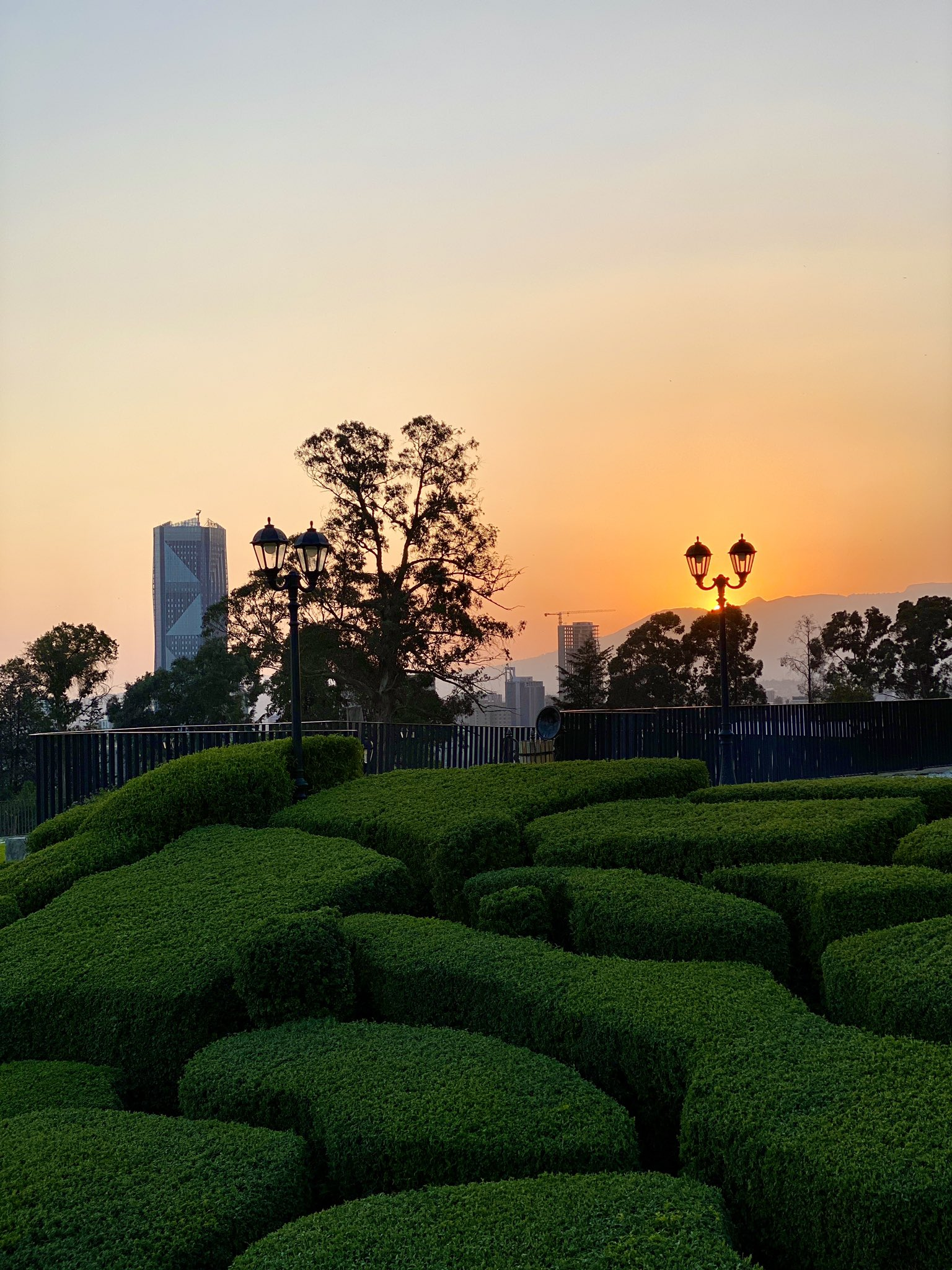
Unity Park Addis Ababa
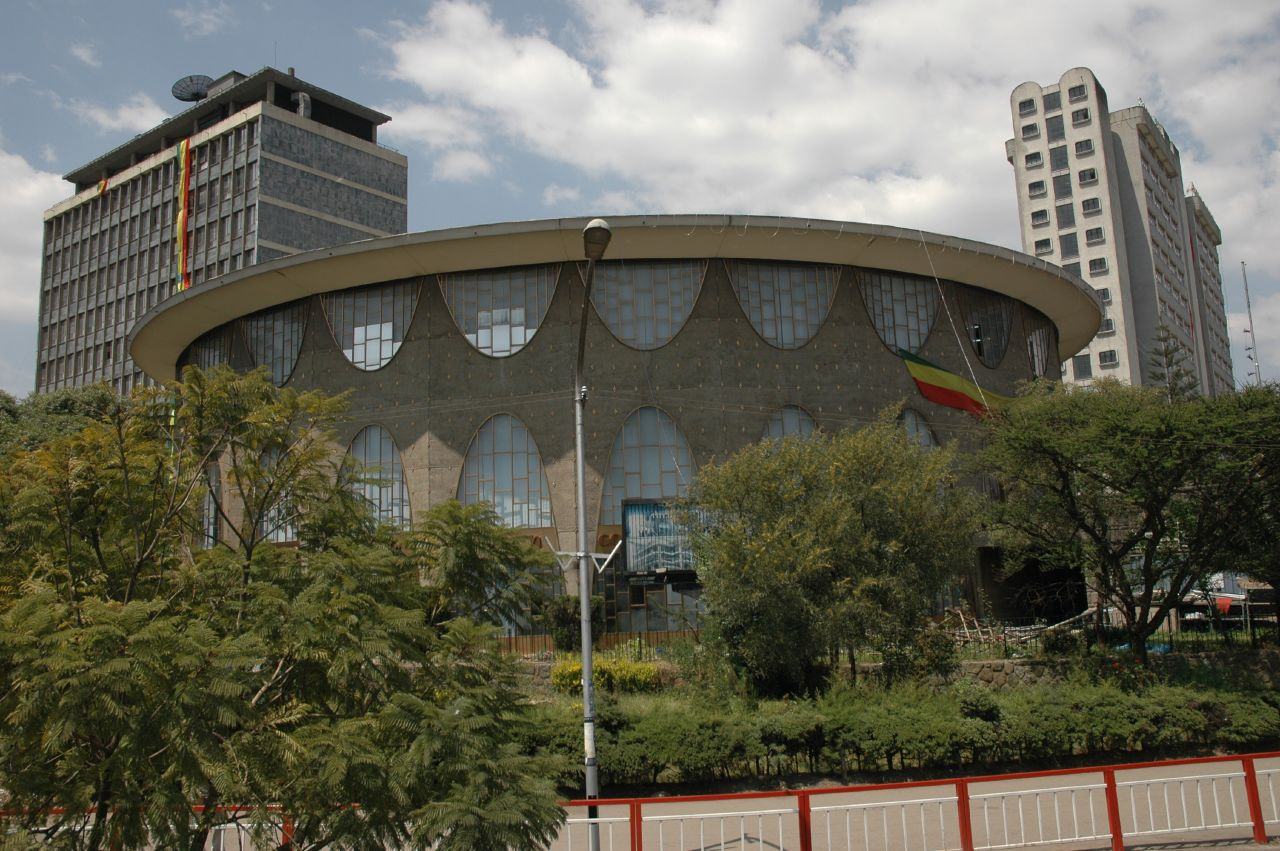
Banco da Etiópia
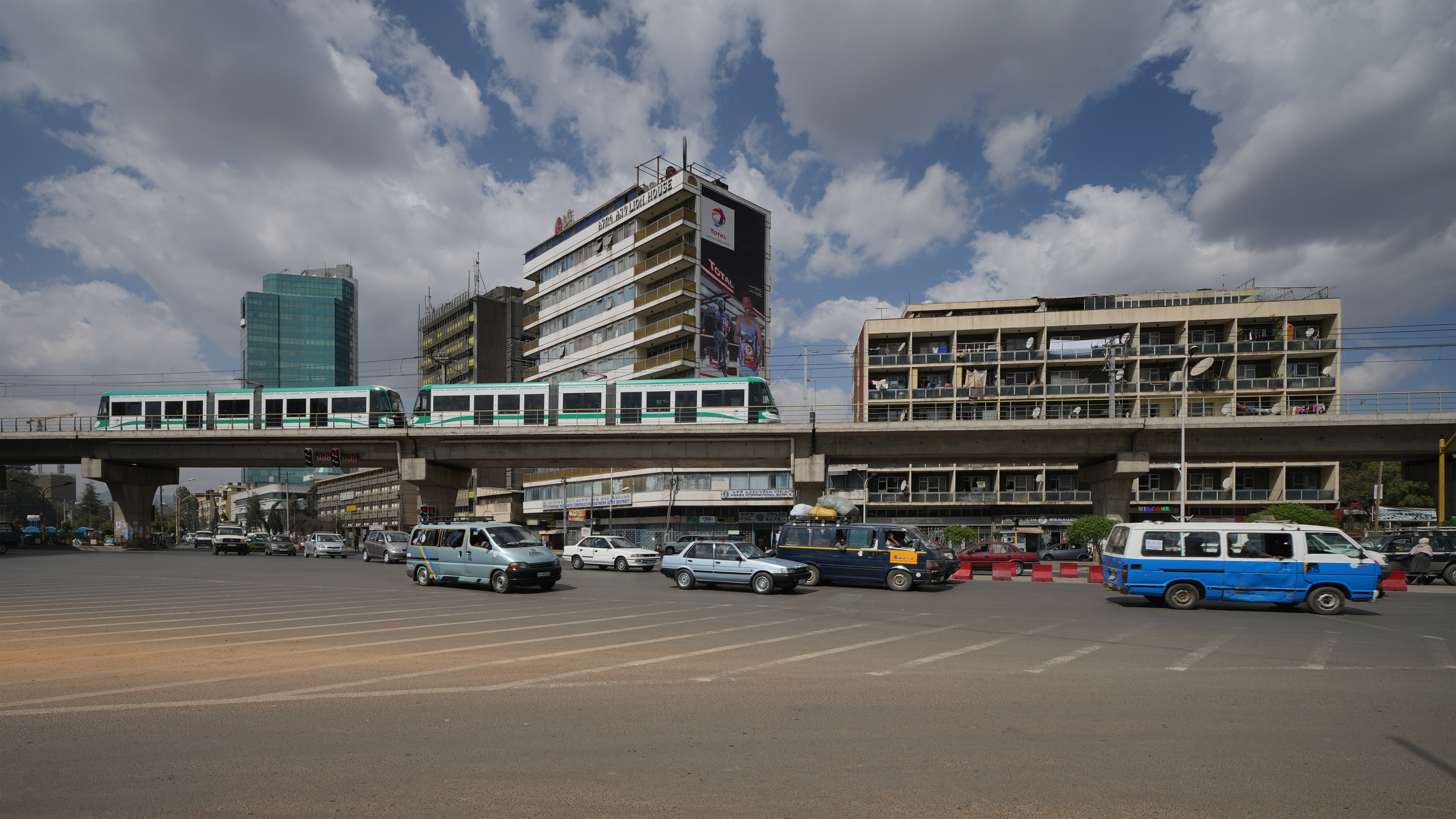
Praça Meskel
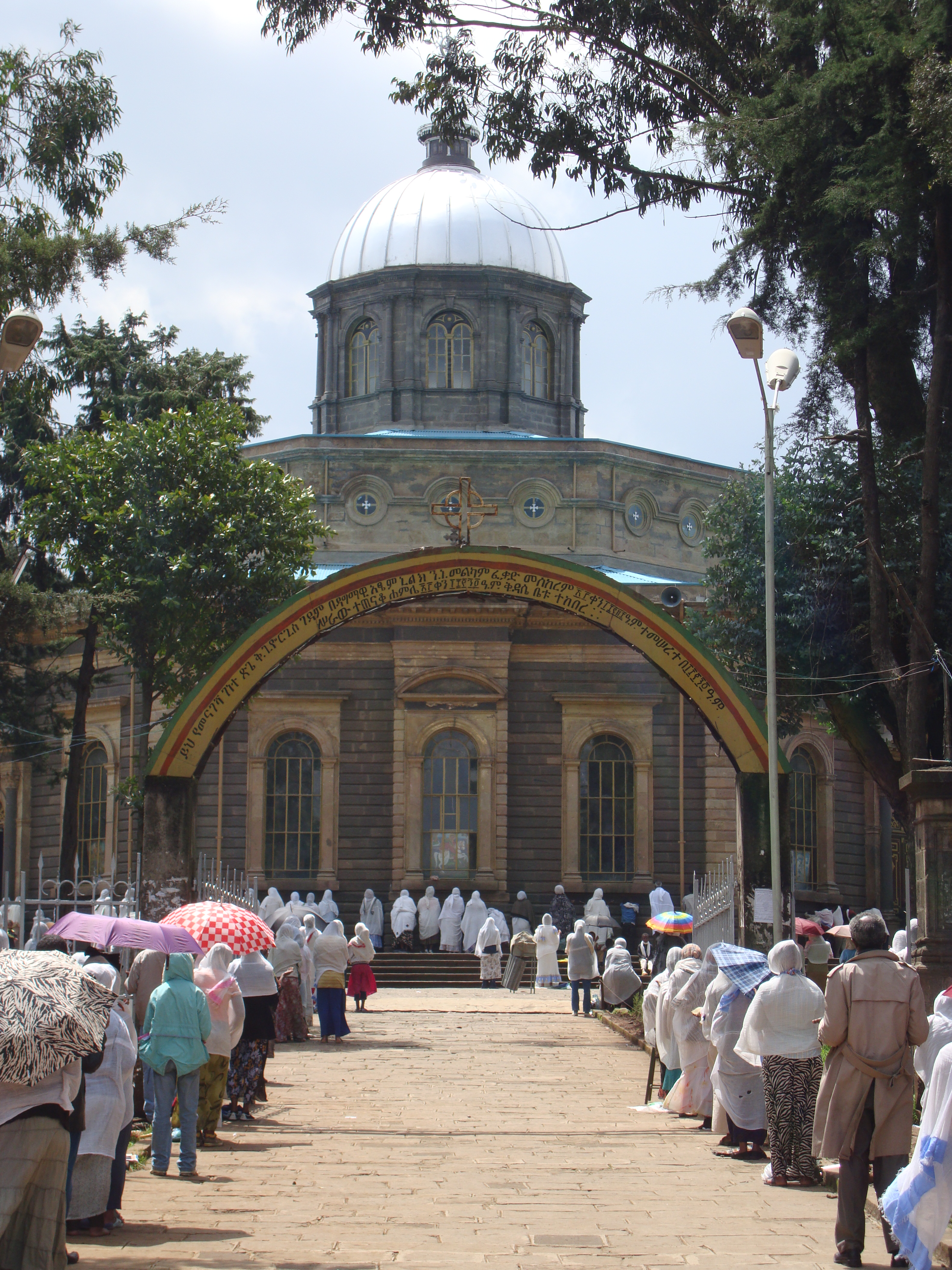
Catedral de São Jorge de Adis Abeba
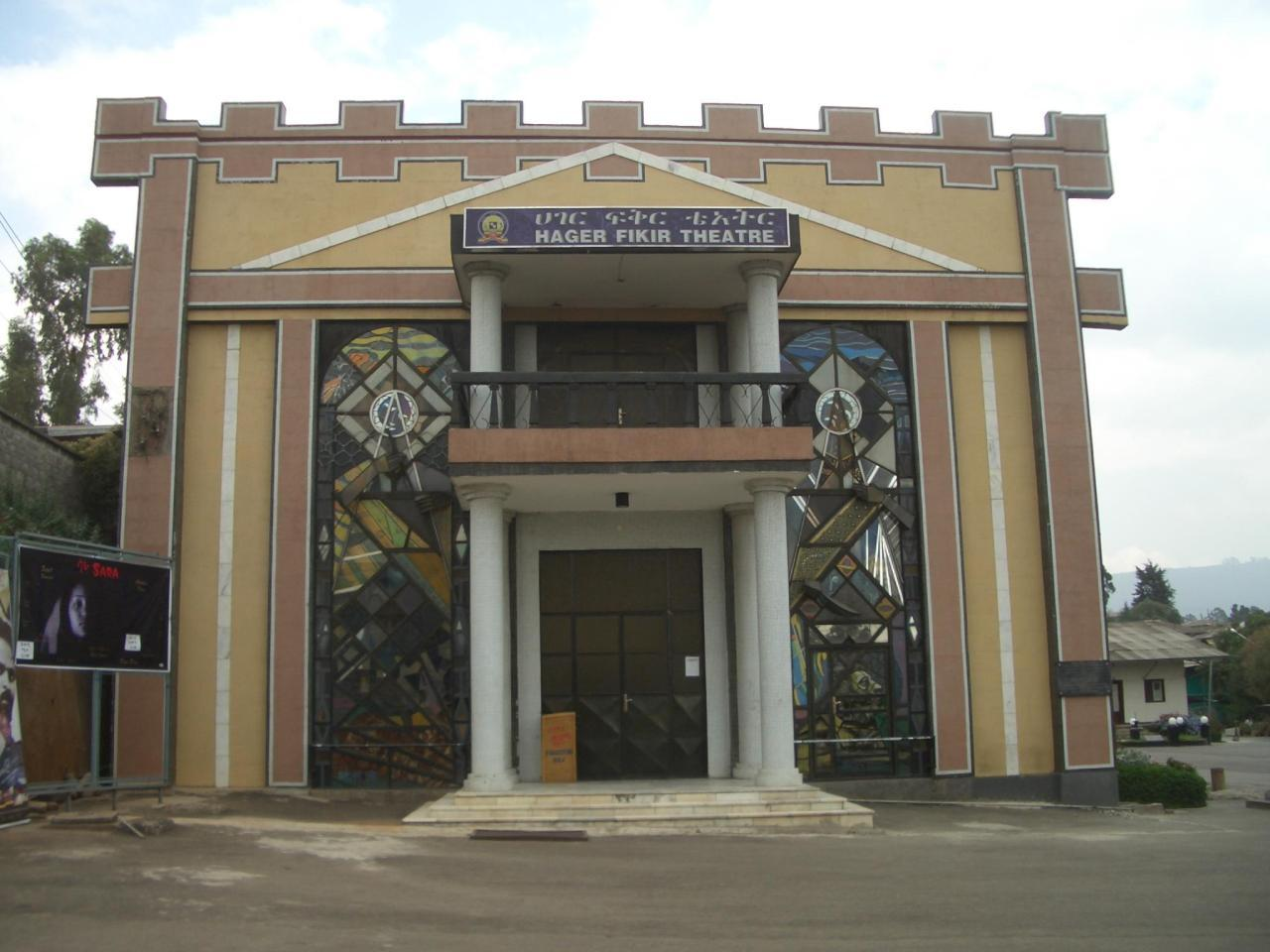
Teatro Hager Fikir
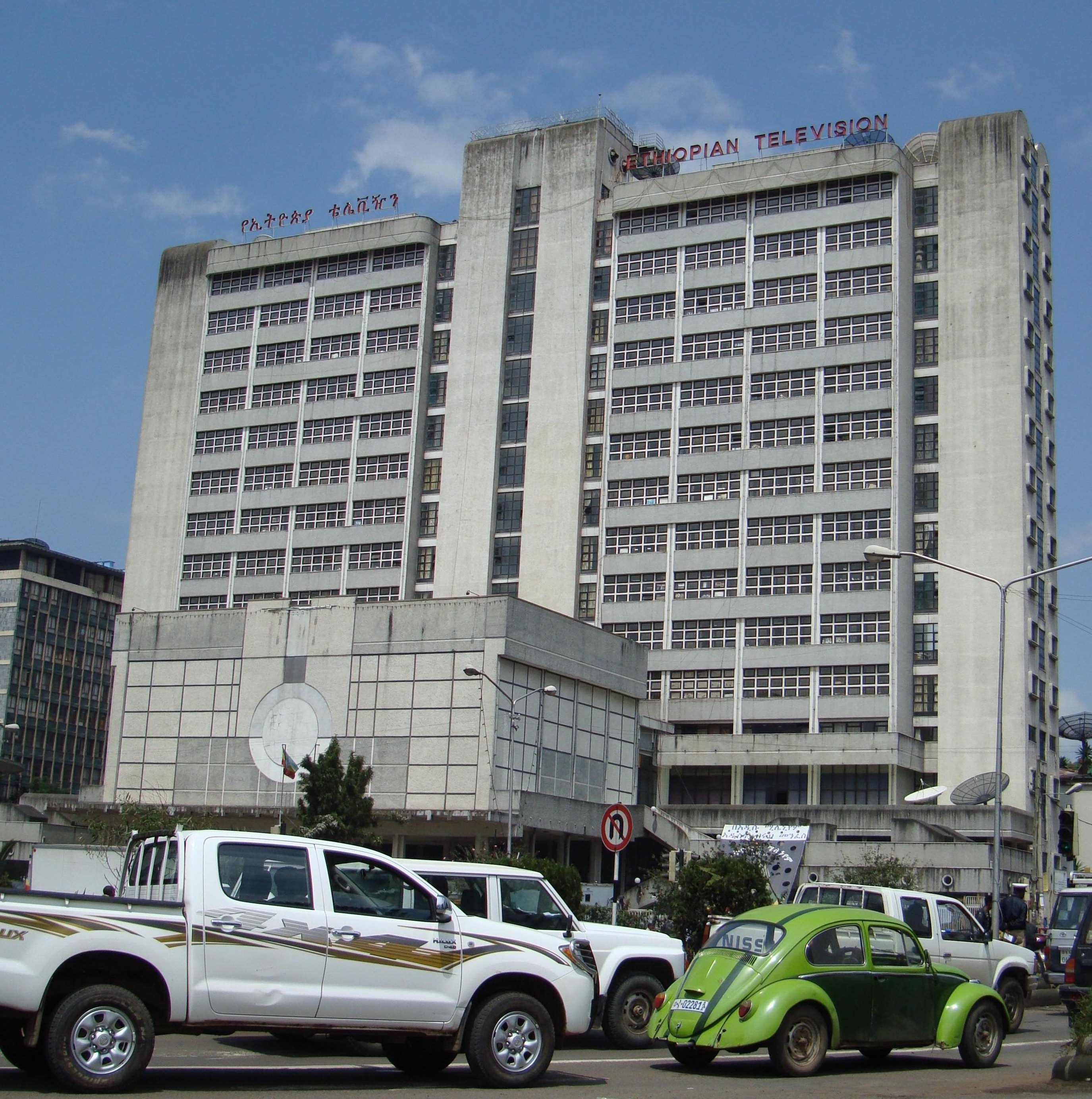
Estação de rádio e televisão etíope
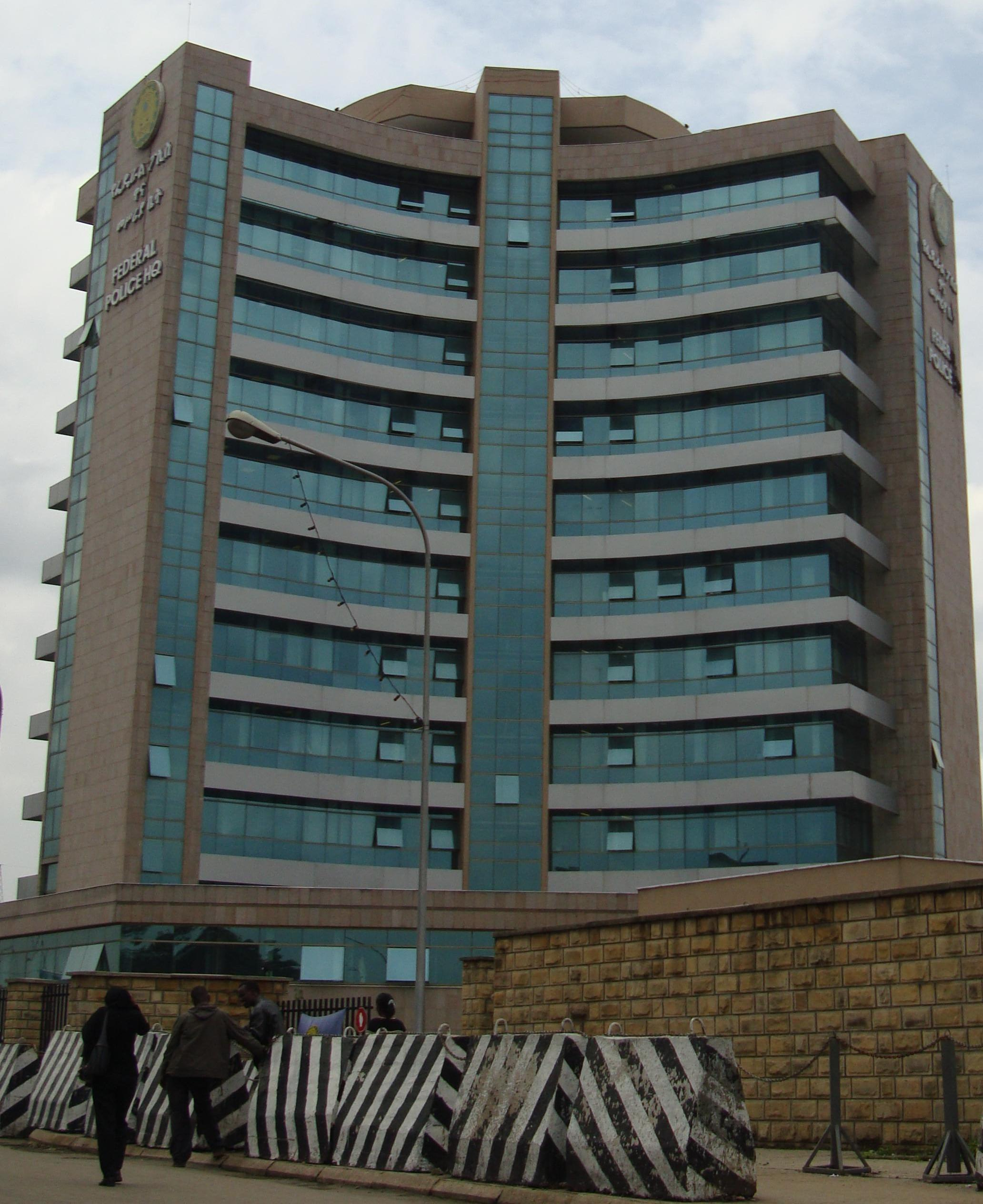
Sede da Polícia Federal da Etiópia
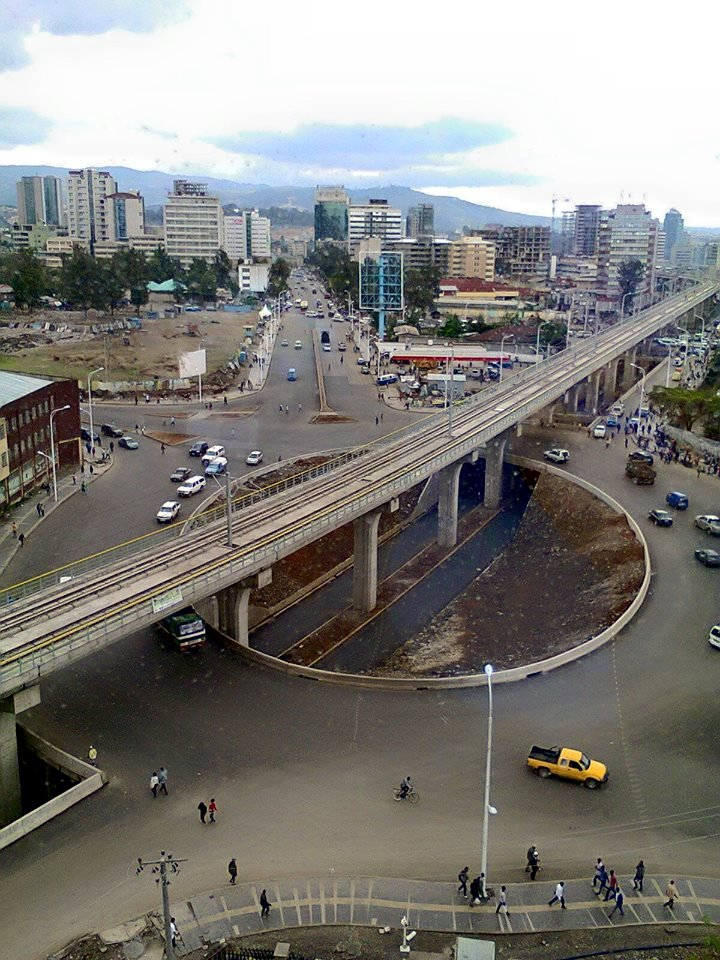
Viaduto do VLT na Praça do México

## Transporte

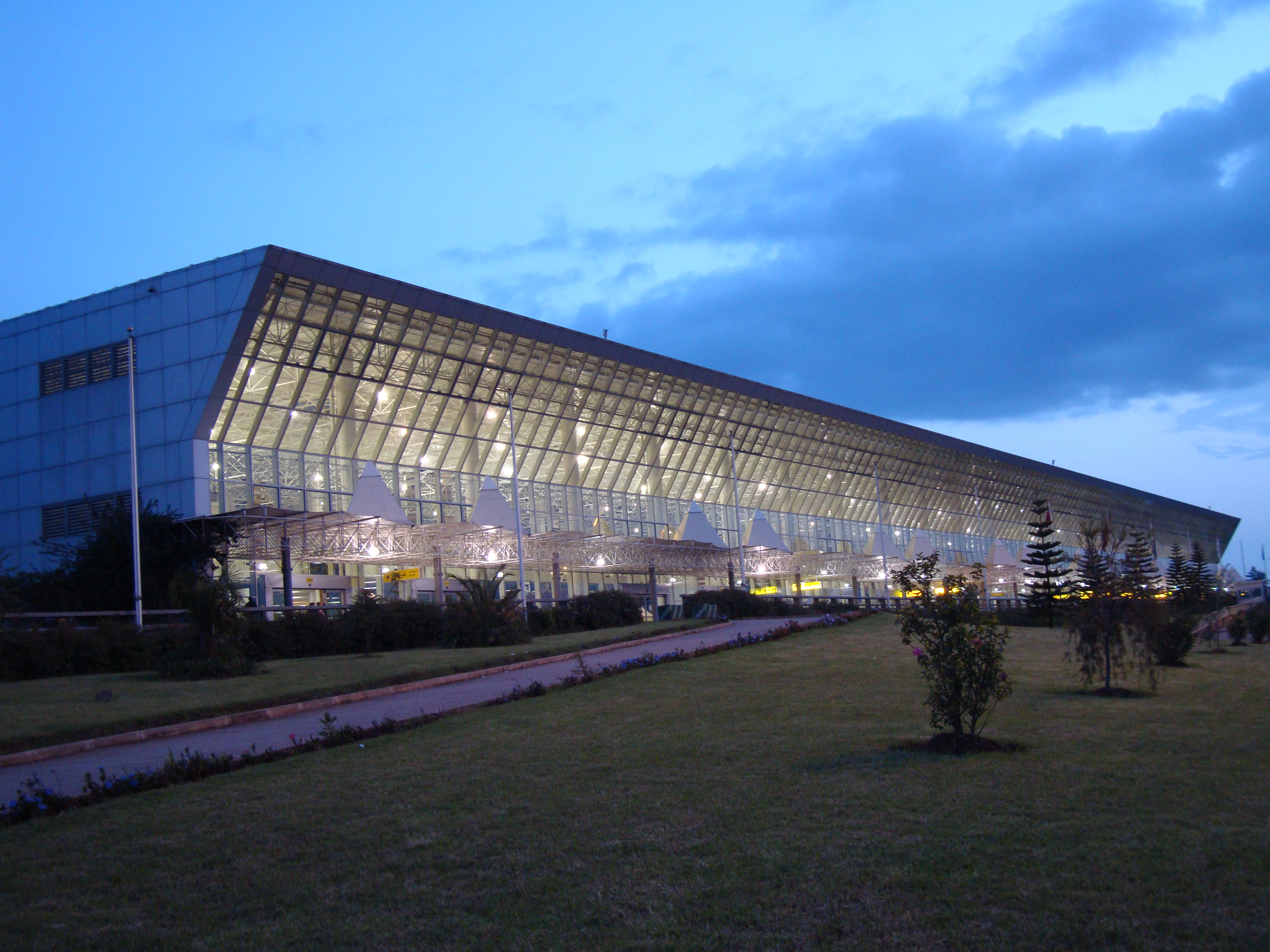
Aeroporto Internacional Bole

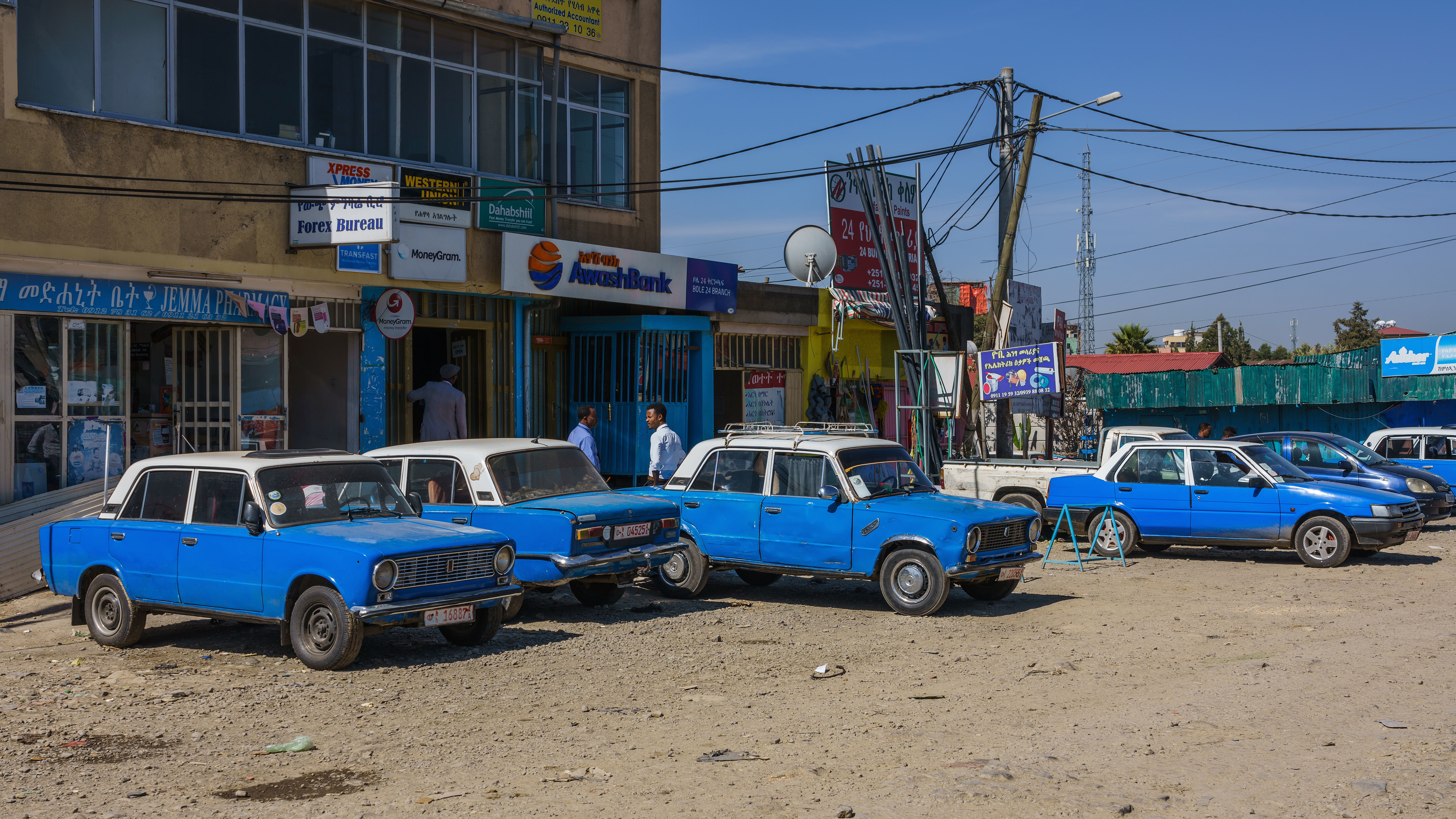
Os distintos táxis azuis de Adis Abeba

Frequentemente, o transporte público de Adis Abeba é de ônibus públicos da Anbessa City Bus Service Enterprise ou de táxis coletivos. Os táxis comumente são microônibus que suportam no mínimo 12 pessoas. Duas pessoas são responsáveis por cada táxi, o motorista e um "weyala", que recolhe as tarifas e define o destino do táxi.
A cidade é servida pelo Aeroporto Internacional Bole, onde um novo terminal foi aberto em 2003. O velho Aeroporto de Lideta, no oeste do bairro "Velho Aeroporto", é usado principalmente por pequenos aviões e helicópteros militares. Adis Abeba também tem uma ligação ferroviária com a cidade de Djibuti, com um estilo pitoresco de estação ferroviária francesa.